# اتحادیه بین‌المللی وکلا
اتحادیه بین‌المللی وکلا یک سازمان بین‌المللی غیردولتی است که در سال ۱۹۲۷ ایجاد شده‌است و بیش از ۲۲۰۰ متخصص حقوقی را از سراسر جهان گرد هم آورده‌است.

## تاریخ
در اواخر قرن نوزدهم، بیشتر حقوقدانان اروپایی در کانون وکلا مستقل کار می‌کردند که هر یک آداب و رسوم خاص خود را داشتند.
با این حال، پس از جنگ جهانی اول"،" وکلا اروپایی به تدریج به اهمیت کمک به برخی از کانون‌های وکلا در مدرن سازی و ایجاد ارتباطات بین‌المللی پی بردند
در ژوئیه سال ۱۹۲۵، وکلا از بلژیک، فرانسه و لوکزامبورگ پروژه "Union Internationale des Avocats" را آغاز کردند که پس از دو سال همکاری در ۸ ژوئیه ۱۹۲۷ در شارلروی بلژیک به اجرا درآمد.
پس از تشکیل UIA، چندین کانون وکلا به دنبال عضویت در آن بودند. پس از پیوستن به انجمن، هر عضو جدید تلاشهای بی نظیری را در جهت اهداف UIA انجام داد: تطبیق با شرایط جدید اقتصادی و بین‌المللی، و همکاری با سازمان ملل برای برقراری صلح پایدار.

## اهداف
دفاع از حرفه حقوقی و تشویق شبکه بین‌المللی، همکاری و تفاهم بین وکلا با توجه به تنوع فرهنگی و حرفه ای آنها

## مأموریت‌ها
اتحادیه بین‌المللی وکلا یک انجمن برای همه وکلا از سراسر جهان است، چندین هزار عضو و ۲۰۰ کانون وکلا، فدراسیون‌ها و انجمن‌های ۱۱۰ کشور را گرد هم می‌آورد.